# هو يي
هو يي (بالصينية: 黃浩義) هو مخرج وممثل صيني، ولد في 1956 بهونغ كونغ في الصين.

## وصلات خارجية
- هو يي على موقع IMDb (الإنجليزية)
- هو يي على موقع قاعدة بيانات الفيلم (الإنجليزية)